# Ergatettix interruptus
Ergatettix interruptus är en insektsart som först beskrevs av Brunner von Wattenwyl 1893.  Ergatettix interruptus ingår i släktet Ergatettix och familjen torngräshoppor. Inga underarter finns listade i Catalogue of Life.